# Oña
Oña település Spanyolországban, Burgos tartományban. Oña Busto de Bureba, Quintanaélez, Navas de Bureba, Los Barrios de Bureba, Llano de Bureba, Poza de la Sal, Salas de Bureba, Cantabrana, Aguas Cándidas, Rucandio, Merindad de Valdivielso, Trespaderne, Cillaperlata, Frías, Partido de la Sierra en Tobalina, Miraveche és Cascajares de Bureba községekkel határos. Lakosainak száma 951 fő (2024).

## Népesség
A település népessége az utóbbi években az alábbiak szerint változott:
| Lakosok száma | 1600 | 1485 | 1422 | 1256 | 1219 | 1109 | 1075 | 1017 | 1008 | 951  |
|               | 2001 | 2004 | 2006 | 2009 | 2011 | 2014 | 2016 | 2019 | 2021 | 2024 |